# Галкувек-Парцеля
Галкувек-Парцеля (пол. Gałkówek-Parcela) — село в Польщі, у гміні Колюшки Лодзький-Східного повіту Лодзинського воєводства.
Населення — 121 особа (2011).
У 1975-1998 роках село належало до Пйотрковського воєводства.

## Демографія
Демографічна структура станом на 31 березня 2011 року:
|          | Загалом | Допрацездатний вік | Працездатний вік | Постпрацездатний вік |
| -------- | ------- | ------------------ | ---------------- | -------------------- |
| Чоловіки | 61      | 16                 | 43               | 2                    |
| Жінки    | 60      | 14                 | 37               | 9                    |
| Разом    | 121     | 30                 | 80               | 11                   |